# Bracieux
Bracieux é uma comuna francesa na região administrativa do Centro, no departamento Loir-et-Cher. Estende-se por uma área de 2,95 km². Em 2010 a comuna tinha 1 322 habitantes (densidade: 448,1 hab./km²).